# Sally Gregory Kohlstedt
Pour les articles homonymes, voir Kohlstedt.
Sally Gregory Kohlstedt (née en 1943) est une historienne des sciences américaine. Elle est professeure à l'université du Minnesota. Kohlstedt a été présidente de la History of Science Society de 1992 à 1993. Ses intérêts de recherche portent sur l'histoire de la science dans la culture américaine et la démographie de la pratique scientifique dans des institutions telles que les musées et les établissements d'enseignement, y compris la participation des sexes.

## Formation
Kohlstedt a obtenu son BA de l'université de Valparaiso (1965), sa maîtrise de l'université d'État du Michigan (1966) et son doctorat de l'université de l'Illinois à Urbana-Champaign (1972).

## Carrière
Kohlstedt a été professeure adjointe au Département d'histoire du Simmons College (en) de 1971 à 1975. Elle a été promue professeur titulaire au Département d'histoire de l'université de Syracuse en 1975, où elle a travaillé jusqu'en 1989. Depuis 1989, elle est professeure à l'université du Minnesota (UMN). De 1989 à 1995, elle a été vice-doyenne des affaires académiques au Collège des sciences et de l'ingénierie de l'UMN ; de 1997 à 1999, elle a été directrice du Centre d'études féministes avancées à l'UMN; de 2004 à 2006, directrice intérimaire du département d'anthropologie de l'UMN; et de 2008 à 2013, directrice  du programme d'histoire de la science et de la technologie. Elle est professeure au Département des sciences de la Terre et au programme d'histoire des sciences et de la technologie. Son leadership et son travail d'enseignante et de mentor auprès des femmes professeurs et étudiantes ont été décrits comme «rien de moins que héroïques». Elle a également occupé des postes à Cornell (1989), à l'université de Melbourne (1983), à l'université de Munich (1997) et à l'université d'Auckland (2008) et au Max Planck Institute for the History of Science à Berlin (2015).
Kohlstedt étudie les relations entre la science et la culture. Elle s'intéresse particulièrement à l'histoire des femmes dans la science, y compris à la fois les obstacles et les succès à la poursuite de l'équité, et examine les effets de la participation des femmes et leur impact sur la pratique scientifique. Elle s'intéresse particulièrement à l'implication des femmes dans des domaines tels que les musées et la pratique éducative,,Kohlstedt a reçu le prix Margaret-Rossiter 2013 de la History of Science Society pour le meilleur livre sur l'histoire des femmes pour Teaching Children Science: Hands-On Nature Study in North America, 1890-1930 (University of Chicago Press, 2010),. Le livre examine le travail des femmes dans l'introduction de l'enseignement des sciences naturelles dans la salle de classe américaine et démontre que ce sont des enseignantes innovantes qui ont introduit la science dans les écoles publiques au début du XXe siècle.
Kohlstedt est membre à vie de la History of Science Society (HSS) et a été activement impliquée dans divers rôles, notamment celui de secrétaire, 1978-1981; membre du Conseil, 1982-1984, 1989-1991 et 1994-1995; Vice-présidente, 1990 et 1991 et présidente, 1992 et 1993, entre autres. Elle a été particulièrement active au sein du Caucus des femmes de la HSS. Elle a également siégé au conseil d'administration de l'Association américaine pour l'avancement des sciences (AAAS).